# Liste der Kulturdenkmäler in Welcherath
In der Liste der Kulturdenkmäler in Welcherath sind alle Kulturdenkmäler der rheinland-pfälzischen Ortsgemeinde Welcherath aufgeführt. Grundlage ist die Denkmalliste des Landes Rheinland-Pfalz (Stand: 17. Juli 2023).

## Einzeldenkmäler
| Bezeichnung                                       | Lage                                       | Baujahr | Beschreibung                                                             | Bild                           |
| ------------------------------------------------- | ------------------------------------------ | ------- | ------------------------------------------------------------------------ | ------------------------------ |
| Katholische Pfarrkirche St. Chrysanthus und Daria | Hauptstraße Lage                           | 1705    | Chor 1705, Saal 1750–52, 1832–35 erweitert                               | weitere Bilder Fotos hochladen |
| Kreuzigungsgruppe                                 | Hauptstraße Lage                           | 1694    | auf der Westseite der Kirche: Kreuzigungsgruppe, Basalt, bezeichnet 1694 | Fotos hochladen                |
| Wegekreuz                                         | Hauptstraße, am östlichen Ortsausgang Lage | 1658    | Balkenkreuz, Basalt, bezeichnet 1658                                     | BW                             |
| Wegekreuz                                         | Hauptstraße, bei Nr. 6 Lage                | 1732    | Schaftkreuz, Basalt, bezeichnet 1732                                     | Fotos hochladen                |
| Wegekreuz                                         | Hauptstraße, Ecke Heiligenweg Lage         | 1732    | Schaftkreuz, Basalt, bezeichnet 1732                                     | BW                             |
| Wegekreuz                                         | Hauptstraße, Ecke Kirchstraße Lage         | um 1730 | Schaftkreuz, Basalt, um 1730                                             | BW                             |